# Divan život
Divan život (engleski: It's a Wonderful Life) američki je slavni i hvaljeni dramedični film Franka Capre iz 1946. godine, s Jamesom Stewartom u glavnoj ulozi. Radnja filma je zasnovana na pripovijetki "The Greatest Gift" ("Najveći dar") američkog književnika Philipa Van Doren Sterna. 
Glavni junak filma, George Bailey (Stewart), poslovni je čovjek na rubu samoubojstva na sam Badnjak. Georgea su pritisli brojni problemi, a kap koja je prelila čašu bila je gubitak značajne svote novca, 8.000 dolara, koje je zabunom ispustio. Tada se pojavljuje njegov anđeo čuvar Clarence (Henry Travers), koji ga želi odgovoriti od čina, pokazujući mu kako bi njegov grad, obitelj i poznanici izgledali da se nikad nije rodio. Pokazao mu je, da je njegov život dragocijen i mnoga dobra se ne bi dogodila, da se nije rodio.
"Divan život" je jedan od najpoznatijih i najemitiranijih filmova svih vremena. Redovito se prikazuje za Božić na televizijskim postajama širom svijeta. Premda danas ima status klasika, film je u vrijeme nastanka loše prošao na kino-blagajnama i donio puno problema svom autoru Franku Capri.
Američki filmski institut uvrstio je film među 100 najboljih filmova ikad snimljenih.

## Vanjske poveznice
- Divan život u internetskoj bazi filmova IMDb-a
- James Stewart se prisjeća "Divnog života"